# Tonight Again
«Tonight Again» — песня австралийского исполнителя Гая Себастьяна, представлявшая страну на музыкальном конкурсе Евровидение 2015. Премьера песни состоялась 16 марта, а 7 апреля был издан сингл.

## Информация о песне
5 марта 2015 года во время пресс-конференции в Сиднейском оперном театре было объявлено, что первым представителем Австралии на конкурсе Евровидение станет победитель первого сезона шоу Australian Idol Гай Себастьян. Официальная премьера песни и видеоклипа к ней состоялась 16 марта.
Одним из авторов песни стал сам Гай Себастьян; композиция была написана всего за неделю. Певец признался, что изначально он хотел создать для конкурса «нечто новое», но при этом «домашнее и органичное».

## Список композиций
| №  | Название        | Длительность |
| -- | --------------- | ------------ |
| 1. | «Tonight Again» | 3:23         |